# Копачка (оро)
Копачка или копачката је динамично и енергично македонско оро које се игра у источној Македонији, у регионима Пијанец (Делчевска котлина) и Малешево (Малешевска котлина). Ово оро игра се на венчањима, јавним скуповима и верским празницима, а играју га најбољи мушки играчи у селу. Плес се изводи у полукругу, у пратњи бубњева, гусала, а понекад лауте и гајди.
За домаће становништво Копачка је симбол културног идентитета, не само заједнице села Драмче, већ и ширег региона Пијанец. Године 2014. оро Копачка уврштено је на Унескову листу нематеријалног културног наслеђа човечанства.

## Назив ора
Према речима познатог македонског играча, кореографа и некадашњег уметничког директора македонског фолклорног ансамбла Танец, Атанаса Коларовског, када су сеоски играчи представили оро ансамблу, назвали су га Ситната („Мало”), али је Танец променио име плеса у Копачка — „Копање”, према покретима приказаним у игр — кореографија обилује поскоцима, доскоцима, бочним покретима, маказама и ударањем ногама о под. Плес је постао толико познат да су сељани прихватили ово име и за плес и за име своје групе да подсете све на његово порекло.

## Настанак
Оро Копачка изворно је настало у селу Драмче у околини Делчева (област Пијанец). Популаризовао га је македонски фолклорни ансамбл Танец и Атанас Коларовски, који је подучавао друге македонске кореографе, а 1956, на гостовању у Сједињеним Америчким Државама умеће је пренео и тамошњим кореографима.

## Кореографија
Копачка је оро које се игра уз песму. Састоји се из два дела различитог ритма — спорог и брзог, који су добили имена према почецима песама које их прате — „Димна Јуда, Мамо” и „Дервишко Вишко, Моме”. Спори део опонаша ход, док брзи део има шест фигура којима се опонашају пољопривредни послови, попут копања, вршидбе, окопавања земље.
Традиционално, Копачку играју само мушкарци, осам до десет играча. У почетној позицији играчи стоје у полукругу, један поред другог, лица окренутог према центру круга. Тежина тела је на левој нози која је спремна за скок, а десна нога прстима додирује земљу. Током игре, играчи држе један другог за појасеве. Руке су укрштене — лева рука једног преко десне руке суседног играча, како би осигурали стабилност док се њихови покрети убрзавају. Вођа ора (коловођа) често у десној руци врти марамицу. Крајњи играч може затакнути палац у појас или слободну руку држати иза леђа. Оро започиње спорим делом, лаганим ходом, а затим се мења у брзи део у ком су кораци ситни и прецизни, праћени бржим корацима и лупањем ногу. Положај тела је поносно усправан, али опуштен. Ритам ора је 2/4.
Кључне улоге имају коловођа, који започиње игру, последњи играч и играч у средини, који делује као упориште, уравнотежујући леву и десну страну полукруга. Нови играчи уче кореографију тако што заузимају последње место у полукругу, приближавајући се коловођи како њихова вештина напредује.
Копачка је популарно оро у источној Македонији и тамошњи фолклорни ансамбли га често играју. Данас га рекреативно играју и мушкарци и жене у мешовитим редовима, с тим што спори део понекад играју у одвојено. Фолклорни ансамбли у Србији Копачку играју као верзију бугарског кола Копаница.

### Песма која прати кореографију
Димна Јуда, мамо, град градила,

Град градила, мамо, на планина,

На планина, мамо, на Влаина,

Што е коље, мамо, побивала,

Се ергени, мамо, за гледање.

Се ергени, мамо, за гледање.
Дервишко вишко, моме, дервишко вишко,

Дервишко вишко, моме, дервишко вишко,

Роб ќе ти бидам, моме, роб ќе ти бидам,

Роб ќе ти бидам, моме, време три години,

Дали е било, моме, дали е било,

Дали е било, моме, како што беше?

И да го видиш, лудо, и да го видиш,

И да го видиш, лудо, фајде си нема.

Текст песме који прати Копачку, у извођењу плесног ансамбла Танец
Коло прати и песма, састављена од две народне песме, „Димна Јуда, Мамо” и „Дервишко Вишко, Моме”, које делимично причају причају бајку о вили Димна Јуди.

### Легенда везана за песму
Према старој народној бајци са подручја Малешева, Димна Јуда је била самовила (вила-вештица), која је саградила палату на планини Влаина. Отишла је у село Кратево и затражила да јој се дају три нежење, три девојке и троје деце. За овај мали данак обећала је да никада неће бацити клетву на село. Сељани су покушали да се ценкају и нудили су злато у замену за нежење, сребро за девојке и бисере за децу. У налету беса због њихове дрскости, она је уместо три узела 100 нежења, 100 девојака и 100 деце. Нежење су били принуђени да граде палату, девојке да играју оро, а деца да беру суви цвет (лат. Xeranthemum annuum — дивље цвеће пореклом из јужне Европе, које је симбол вечности и бесмртности). Стихови који прате оро говоре само део ове
приче (цела народна бајка може се наћи у књизи „Малешевски Народни Песни” Станка Костића, Скопље 1959).